# Max Söllner
Max Söllner (* 6. Mai 1929 in Nürnberg; † 19. März 2003 ebenda) war ein deutscher bildender Künstler.

## Leben
Max Söllners Eltern hatten einen Malerbetrieb am Egidienberg in Nürnberg, in dem er ab 1943 eine Lehre als Dekorationsmaler machte. Ab 1947 besuchte er die Berufsoberschule Nürnberg. Er studierte von 1949 bis 1956 Malerei und Grafik an der Akademie der Bildenden Künste München und war ein Meisterschüler von Hermann Kaspar. Mit einem Stipendium des Deutschen Akademischen Austauschdienstes hielt er sich von 1956 bis 1957 in Italien auf. Söllner war ab 1957 als freischaffender Künstler tätig. Sein Atelier befand sich in Nürnberg. Er gründete 1963 mit Toni Burghart, Egon Eppich, Arnold Leissler, Franz Vornberger und Gerhard Wendland eine Künstlergruppe. Zudem gehörte er dem Bundesverband Bildender Künstlerinnen und Künstler an. Im Jahr 1986 wurde er in den städtischen Baukunstbeirat von Nürnberg berufen.
Max Söllner war mit Ilse Söllner verheiratet und hatte einen Sohn. Er starb im Alter von 73 Jahren in seiner Heimatstadt Nürnberg.

## Werk

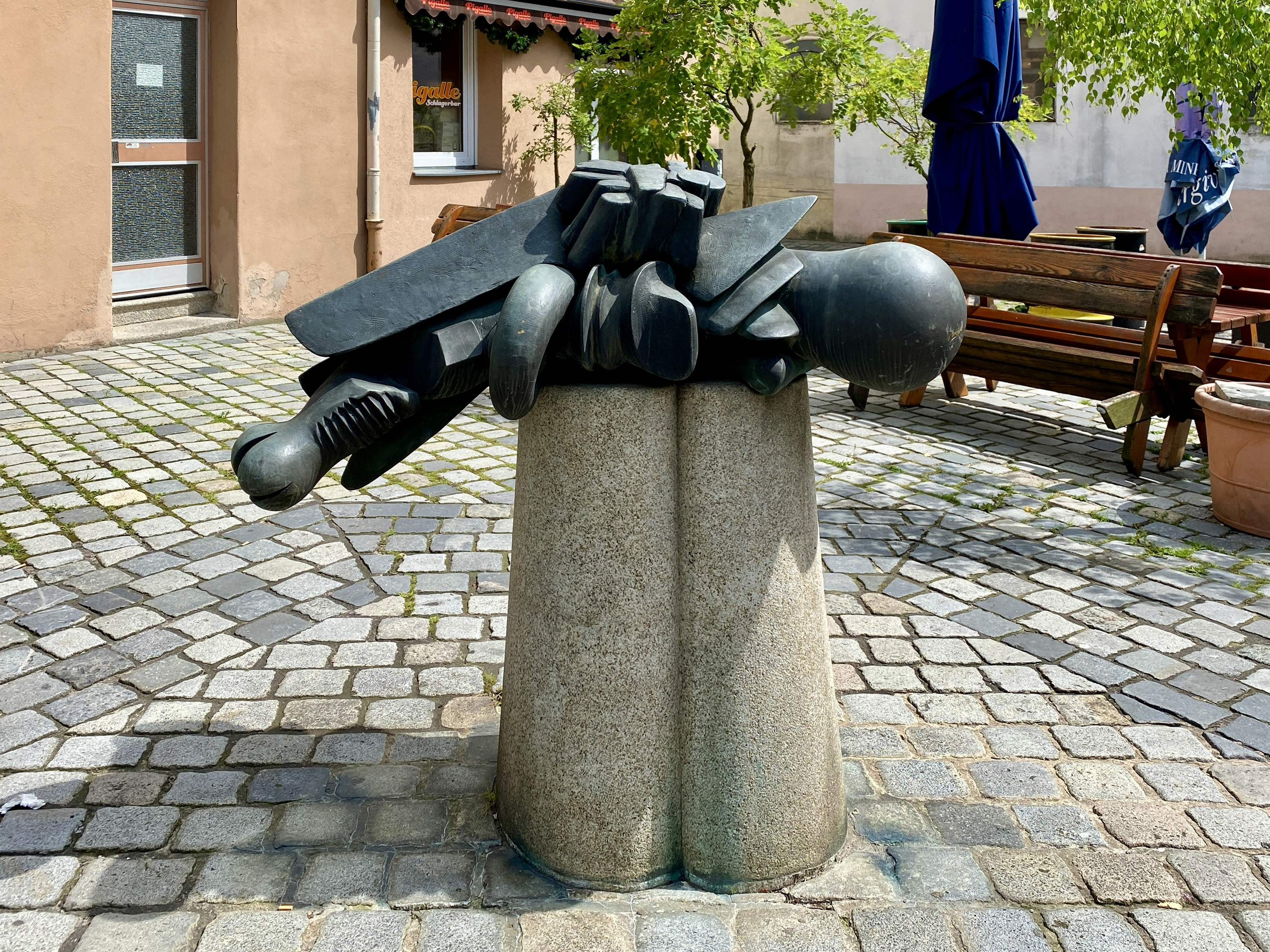
Skulptur Insekt von Max Söllner (Bronze/Granit, 1984)

Max Söllner war auf vielseitige Weise als bildender Künstler tätig und beherrschte zahlreiche Techniken. Aus der Malerei und Grafik kommend, wirkte er ab 1964 auch als Bildhauer. Dabei verwendete er bevorzugt Keramik und Bronze. In einer Linie mit der Arte Povera verarbeitete er auch Gips und Sand in seinen Materialbildern. Söllner schuf dreidimensionale Bildwerke, Reliefs und Collagen sowie Zeichnungen, Radierungen und Bilder mit sonstigen Drucktechniken. Besondere Beachtung fanden seine Schachfiguren. Zur Kunst im öffentlichen Raum in Nürnberg zählt seine in der Zirkelschmiedsgasse aufgestellte Skulptur Insekt, die er 1984 aus Bronze und Granit schuf. Auf dem  Johannisfriedhof gestaltete er das Epitaph für Gerhard Mammel (Grab Nr. 522).
Einzelausstellungen waren Max Söllner unter anderem im Kunstpavillon München (1959), in der Fränkischen Galerie Nürnberg (1962), in der Kunsthalle Nürnberg (1962), im Institut für moderne Kunst Nürnberg (1979), im Stadtmuseum Fürth (1984), im Stadtmuseum Fembohaus (1985, 1993 und 2003) und im Kunstverein Coburg (1986) gewidmet. Bereits während seiner Studienzeit gewann er mehrere Wettbewerbspreise der Akademie der Bildenden Künste München. Er erhielt 1956 den Kunstpreis „Junger Westen“ der Kunsthalle Recklinghausen und 1958 den Preis für Kunst und Wissenschaft der Stadt Nürnberg. Er wurde 1972 mit dem Preis der Internationalen Biennale für Keramik in Vallauris, 1984 mit dem Fürther Kunstpreis und 1990 für sein künstlerisches Gesamtwerk mit dem Internationalen Kunstpreis der ConsumentART 90 in Nürnberg ausgezeichnet.